# Love All
 (octobre 2022).
La mise en forme du texte ne suit pas les recommandations de Wikipédia : il faut le « wikifier ».
Les points d'amélioration suivants sont les cas les plus fréquents. Le détail des points à revoir est peut-être précisé sur la page de discussion.
- Les titres sont pré-formatés par le logiciel. Ils ne sont ni en capitales, ni en gras.
- Le texte ne doit pas être écrit en capitales (les noms de famille non plus), ni en gras, ni en italique, ni en « petit »…
- Le gras n'est utilisé que pour surligner le titre de l'article dans l'introduction, une seule fois.
- L'italique est rarement utilisé : mots en langue étrangère, titres d'œuvres, noms de bateaux, etc.
- Les citations ne sont pas en italique mais en corps de texte normal. Elles sont entourées par des guillemets français : « et ».
- Les listes à puces sont à éviter, des paragraphes rédigés étant largement préférés. Les tableaux sont à réserver à la présentation de données structurées (résultats, etc.).
- Les appels de note de bas de page (petits chiffres en exposant, introduits par l'outil «  Source ») sont à placer entre la fin de phrase et le point final[comme ça].
- Les liens internes (vers d'autres articles de Wikipédia) sont à choisir avec parcimonie. Créez des liens vers des articles approfondissant le sujet. Les termes génériques sans rapport avec le sujet sont à éviter, ainsi que les répétitions de liens vers un même terme.
- Les liens externes sont à placer uniquement dans une section « Liens externes », à la fin de l'article. Ces liens sont à choisir avec parcimonie suivant les règles définies. Si un lien sert de source à l'article, son insertion dans le texte est à faire par les notes de bas de page.
- La présentation des références doit suivre les conventions bibliographiques. Il est recommandé d'utiliser les modèles {{Ouvrage}}, {{Chapitre}}, {{Article}}, {{Lien web}} et/ou {{Bibliographie}}. Le mode d'édition visuel peut mettre en forme automatiquement les références.
- Insérer une infobox (cadre d'informations à droite) n'est pas obligatoire pour parachever la mise en page.

Pour une aide détaillée, merci de consulter Aide:Wikification.
Si vous pensez que ces points ont été résolus, vous pouvez retirer ce bandeau et améliorer la mise en forme d'un autre article.
 (octobre 2022).
Le contenu est difficilement compréhensible vu les erreurs de traduction, qui sont peut-être dues à l'utilisation d'un logiciel de traduction automatique.
Love All est une chanson du rappeur canadien Drake issue de son sixième album studio Certified Lover Boy. Elle est accompagnée du rappeur américain Jay-Z et a été produite par Oz, Dez Wright et Leon Thomas III.

## Composition
La chanson contient un échantillon de "Vie après la mort (Intro)" de The Notorious B.I.G. Dans les lettres, Drake et Jay-Z soulignent les facteurs négatifs associés à leur renommée, y compris un manque de loyauté envers eux et les gens prenant leur bonté pour de la faiblesse,. Une grande partie du contenu a été considérée comme faisant particulièrement référence à Kanye West,.

## Réception critique
La chanson a rencontré un accueil plutôt négatif. Sam Moore de The Independent l'a qualifiée de « drumless inertia »
 (litt. « inertie sans rythme »). Dans The Guardian, Alim Kheraj a décrit la chanson comme « sparse and underwhelming » (litt. « grêle et décevante ») et le couplet de Jay-Z comme « sleepy, barely present » (litt. « soporifique, à peine présent »). Jeff Ihaza de Rolling Stone a jugé la chanson « inutilement dramatique » et a particulièrement critiqué les dissensions avec Kanye West, écrivant : « It carries all of the intensity of high school bickering, but with somehow even lower stakes » (Elle a toute l'intensité des querelles au lycée, mais avec des enjeux encore plus faibles). Inversement, Erika Marie de HotNewHipHop a attribué à la chanson une note "Very Hottttt".

## Graphiques
| Graphique (2021)                             | Sommet position |
| -------------------------------------------- | --------------- |
| Australie (ARIA)                             | 12              |
| Australia Hip-Hop/R&B Singles (ARIA)         | 9               |
| Canada (Canadian Hot 100)                    | 20              |
| Danemark (Tracklisten)                       | 27              |
| France (SNEP)                                | 34              |
| Global 200 (Billboard)                       | 10              |
| Grèce (IFPI)                                 | 38              |
| Italie (FIMI)                                | 82              |
| Islande (Plötutíðindi)                       | 35              |
| Portugal (AFP)                               | 23              |
| Afrique du Sud (RISA)                        | 4               |
| Suède (Sverigetopplistan)                    | 57              |
| UK Audio Streaming (OCC)                     | 7               |
| États-Unis Billboard Hot 100                 | 10              |
| États-Unis Hot R&B/Hip-Hop Songs (Billboard) | 9               |